# 莫德斯特·穆丁加
莫德斯特·穆丁加（法語：Modeste Mutinga），是剛果民主共和國的一位記者及參議員。他也是剛果民主共和國日報《潛力報》（Le Potentiel）的發行人。

## 記者生涯
穆丁加於其記者生涯早期創辦了《潛力報》。保護記者委員會將《潛力報》描述為「飽受戰爭蹂躪的剛果民主共和國中唯一一份獨立日報」。而根據穆丁加本人指出，《潛力報》的目的是促進經濟發展和宣傳民主。
穆丁加因創辦獨立日報《潛力報》，並多番報道政府禁止的新聞，因此曾多次遭恐嚇、威脅、逮捕、以及被判入獄。於1992年，在蒙博托·塞塞·塞科（Mobutu Sésé Seko）的獨裁統治期間，《潛力報》的辦工室曾多次遭炸彈襲擊。於1998年，穆丁加更因為發表了一篇關於反對派領袖艾蒂安·齊塞凱迪（Étienne Tshisekedi）被軟禁在家的報道後，而被政府逮捕。於2000年1月，他在紐約市採訪聯合國安全理事會會議期間，被時任剛果民主共和國總統洛朗-德西雷·卡比拉的顧問襲擊。
於2000年11月，他獲保護記者委員會授予CPJ国际新闻自由奖。該獎項旨在表彰面對攻擊、威脅或監禁時，仍然願意捍衞新聞自由的人。而保護記者委員會在授予他獎項後，將他描述為「一位不懈地倡導人權的人」和「一位能夠鼓動非洲記者去繼續與強權戰鬥，並去爭取言論自由和更好的政府的新聞工作者。」。

## 政治生涯
於2003年，即第二次刚果战争結束後，穆丁加便擔任過渡政府中的媒體權威，直至2006年為止。
現在，穆丁加是國家議會的參議員，並且是支持現任總統約瑟夫·卡比拉的政黨總統多數派聯盟（Alliance of the Presidential Majority）的黨員。於2010年3月，他引入了關於傳媒的法例，目的是釐清扎伊爾之聲對媒體的壟斷結束後的新聞自由。